# Purani (Vitănești), Teleorman
Purani este un sat în comuna Vitănești din județul Teleorman, Muntenia, România. Se află în partea de est a județului, în Câmpia Găvanu-Burdea, pe malul stâng al Teleormanului. La recensământul din 2002 avea o populație de 806 locuitori.